# تيكومة غابونية
تيكومة غابونية (الاسم العلمي:Tecoma gabonensis) هي نوع غير مؤكد من النباتات يتبع جنس التيكومة من الفصيلة البنيونية.